# Automobil koji nije želeo da umre
Automobil koji nije želeo da umre je epizoda Dilan Doga objavljena u Srbiji premijerno u svesci #175 u izdanju Veselog četvrtka. Koštala je 270 din (2,3 €; 2,7 $). Imala je 94 strane. Na kioscima u Srbiji se pojavila 8.7.2021.

## Originalna epizoda
Originalna epizoda pod nazivom La machina che non voleva morire objavljena je premijerno u #384. regularne edicije Dilana Doga u Italiji u izdanju Bonelija. Izašla je 29. avgusta 2018. Naslovnu stranicu je nacrtao Điđi Kavenađo. Scenario je napisao Điđi Simeoni, a nacrtao Serđo Đerazi. Koštala je 4,4 €.

## Kratak sadržaj
Nakon tehničkog pregleda, Dilana obaveštavaju da je njegov automobil (Buba) zastareo i da više nije javnu upotrebu. Dilan pokušava da ga proda, ali automobil izgleda ne želi da promeni vlasnika.

## Inspiracija filmom
Epizoda je inpspirisana filmom Kristina Džona Karpentera iz 1983. godine.

## Prethodna i naredna epizoda
Prethodna epizoda nosila je naslov Duboko crnilo (#174), a naredna Izgubićeš glavu (#176)